# Casa al carrer Unió, 7 (Llançà)
La Casa al carrer Unió, 7 és una obra de Llançà (Alt Empordà) inclosa a l'Inventari del Patrimoni Arquitectònic de Catalunya.

## Descripció
vila, formant cantonada amb el passatge de la Unió.
Edifici cantoner de planta rectangular, amb la coberta plana i distribuït en planta baixa i dos pisos. A la façana principal, orientada al carrer Unió, totes les obertures són d'arc de mig punt, exceptuant els ovals situats a la part superior del parament, probablement relacionats amb forats de ventilació de la coberta. A la planta baixa hi ha quatre portals d'accés, els dos centrals adovellats i els laterals amb l'emmarcament arrebossat. Al primer pis hi ha quatre finestrals més, amb sortida a tres balcons amb les llosanes motllurades i les baranes de ferro treballades. El balcó central és corregut i els laterals exempts. A la segona planta es repeteix la seqüència dels balcons, tot i que en aquest cas tots quatre són exempts. La façana està rematada per una àmplia cornisa motllurada. Cal destacar el bastiment amb carreus de pedra escairats situat a la cantonada amb el passatge de la Unió, donat que es disposa a mode de pilastra coronada per un capitell. La façana orientada al passatge presenta les obertures rectangulars amb els emmarcaments arrebossats.
La construcció està arrebossada i pintada de color marró.